# Komet Kušida
Komet Kušida (uradna oznaka je 144P/Kushida) je periodični komet z obhodno dobo okoli 7,6 let. 
Komet pripada Jupitrovi družini kometov .

## Odkritje[4]
Komet je odkril 8. januarja 1994 japonski astronom Jošio Kušida Observatoriju Jatsugatake na Japonskem.